# Julija Samojlovová
Julija Olegovna Samojlovová (rusky Юлия Олеговна Самойлова; * 7. dubna 1989 Uchta) je ruská zpěvačka.

## Život
Julija Samojlovová se narodila v Uchtě v republice Komi. Již jako dítě začala ztrácet kvůli spinální muskulární atrofii funkčnost dolních končetin a používá invalidní vozík. Sama zpěvačka tvrdí, že zhoršení tohoto dědičného onemocnění mohlo být důsledkem komplikací spojených s očkováním proti dětské obrně. Zpívat začala v restauraci v Uchtě pro tamní pracovníky ropných dolů. V roce 2008 založila kapelu TerraNova existující do roku 2010.
Studovala psychologii na Moderní humanitární akademii, ale studia nedokončila.

### Hudební kariéra
V roce 2013 skončila Samojlovová na druhém místě v ruské soutěži Faktor A, obdobě X Factoru. Předsedkyně poroty Alla Pugačova jí navíc udělila svou osobní cenu - Zlatou hvězdu Ally.
O rok později vystupovala na slavnostním zahájení zimních paralympijských her v Soči.  Nazpívala také vlastní píseň Lajt.
12. března 2017 byla vybrána jako ruská zástupkyně pro Eurovision Song Contest, jehož pořadatelem bude Ukrajina. V Kyjevě měla vystoupit s písní Flame Is Burning. 13. března 2017 ale Služba bezpečnosti Ukrajiny (SBU) oznámila, že Samojlovové hrozí zákaz vstupu na území Ukrajiny kvůli její návštěvě Krymu. Poloostrov byl v roce 2014 připojen k Rusku bez souhlasu Ukrajiny a mezinárodního společenství. Podle ukrajinského práva je vstup na Krym přes Rusko nezákonný. Kyjev označil nominaci Samojlovové za záměrnou provokaci.
Samojlovová sama uvedla, že vystupovala na Krymu v roce 2015. 22. března 2017 SBU zakázala Samojlovové vstup na Ukrajinu na tři roky. Rozhodnutí vyvolalo v Rusku ostrou kritiku. Kyjev podle Ruska Eurovision Song Contest politizuje.